# Scroobius Pip
David Meads (ur. 1981) - znany na brytyjskiej scenie muzycznej pod pseudonimem Scroobius Pip wokalista hip-hopowy i spoken word. Sławę uzyskał dzięki kolaboracji z DJ-em dan le sac, zwłaszcza ich wspólnemu utworowi Thou Shalt Always Kill z 2006 roku, który zyskał dużą przychylność krytyków.
Jest właścicielem i założycielem niezależnego wydawnictwa muzycznego Speech Development, na którym wydał w 2011 roku album Distraction Pieces, który osiągnął pozycję 35. brytyjskiej listy najlepiej sprzedających się płyt.

## Dyskografia
- No Commercial Breaks (nielegal, 2006)
- Angles (jako dan le sac vs Scroobius Pip; Sunday Best Recordings/Strange Famous Records, 2008)
- The Logic of Chance (jako dan le sac vs Scroobius Pip; Sunday Best Recordings, 2010)
- Distraction Pieces (Speech Development/Strange Famous Records, 2011)
- Replent Replenish Repeat (jako dan le sac vs Scroobius Pip; Sunday Best, 2013)